# Lurio crassichelis
Lurio crassichelis là một loài nhện trong họ Salticidae.
Loài này thuộc chi Lurio. Lurio crassichelis được Lucien Berland miêu tả năm 1913.